# Basseterre

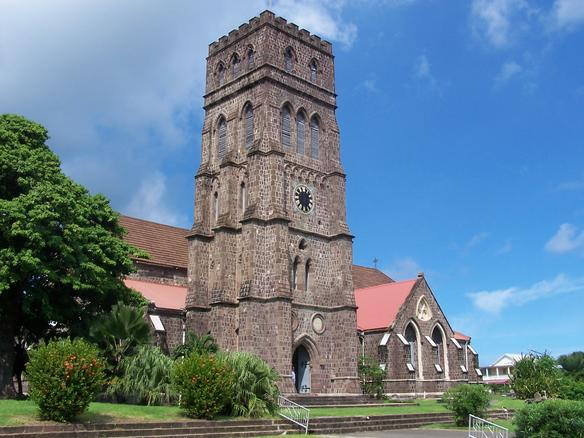
St. George's Anglican Church i Basseterre.

Basseterre [bæsˈtɛər], är huvudstaden på Saint Kitts och Nevis. Stadens befolkning uppgick till 11 900 i folkräkningen år 2001. Geografiskt ligger Basseterre på ön Saint Kitts sydvästra kust. Basseterres hamn är en av de viktigaste kommersiella depåerna i Leewardöarna. Staden ligger inom Saint George Basseterre Parish.
Basseterre är en av de äldsta städerna i östra Karibien. Den äldsta delen av staden har föreslagits som ett världsarv.

## Historia

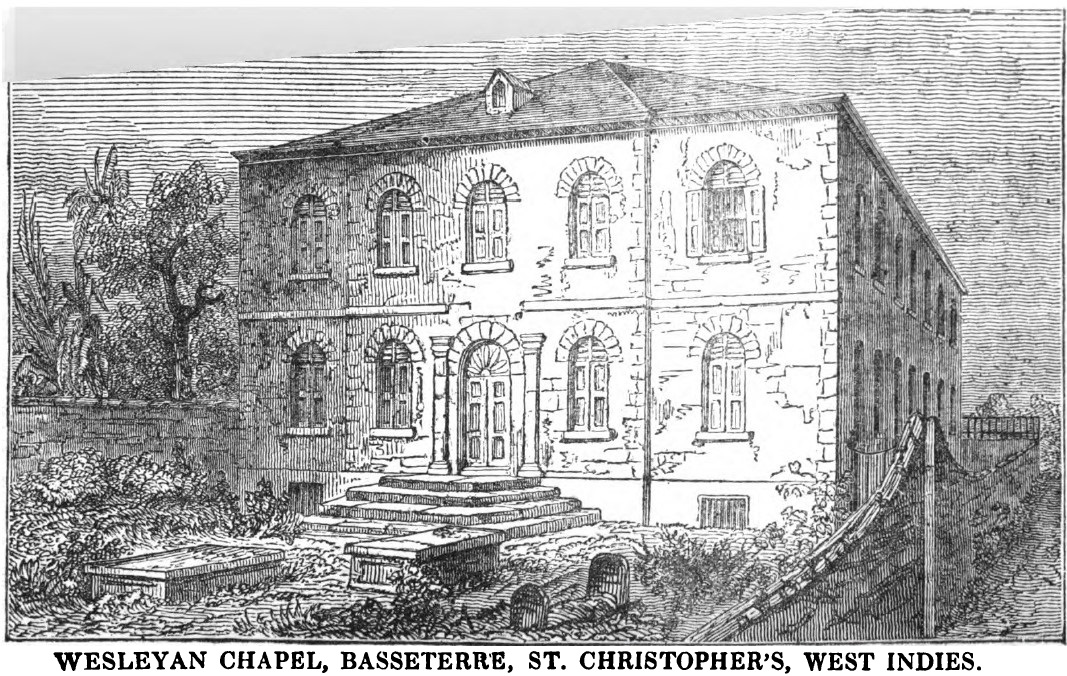
Wesleyans kapell, Basseterre, St. Christopher's, Västinden (1850)

Basseterre grundades 1627 av fransmännen, under Sieur Pierre Belain d'Esnambuc. Den fungerade som huvudstad för den franska kolonin Saint-Christophe, som bestod av den norra och södra änden av ön Saint Kitts (öns centrum gavs till britterna). När Phillippe de Longvilliers de Poincy utnämndes till fransk guvernör över Saint Kitts 1639 hade staden förvandlas till en stor, framgångsrik hamn, som styrde östra Karibiens handel och kolonisering.
De Poincy gjorde snabbt Basseterre till huvudstad över hela kolonin Franska Västindien, som inkluderade öarna Guadeloupe och Martinique, och det förblev så fram till hans död 1660. Staden blev huvudstad för hela ön Saint Kitts 1727 under brittiskt styre, efter att fransmännen tvingats bort från ön.
Staden Basseterre har en av de mest tragiska historierna av alla karibiska huvudstäder då den förstördes många gånger av koloniala krig, bränder, jordbävningar, översvämningar, upplopp och orkaner. Trots detta finns ett betydande antal väl restaurerade byggnader fortfarande kvar i centrala Basseterre.
De flesta av stadens byggnader är byggda efter den stora branden 1867. Torget var inspirerat av Piccadilly Circus i London, och fontänen i mitten byggdes 1883 och var ägnad åt Thomas Berkeley Hardtman Berkeley, far till Henry Spencer Berkeley.

## Geografi och klimat

### Geografi
Staden Basseterre sträcker sig längs med den 3,2 kilometer långa bukten Basseterre Bay på den sydvästra kusten av Saint Kitts. Basseterre ligger inom den stora dalen Basseterre Valley, nästan helt omgiven av lummiga gröna kullar och berg. Kullarna är främst låglänta, vilket är en förklaring till namnet som fransmännen gav staden, eftersom Basseterre kan översättas till "lågt land". Namnet Basseterre kommer också från det faktum att staden befinner sig på öns läsida, och är därmed en säker ankarplats. Namnet Capesterre, gavs till den norra regionen på ön, eftersom den sidan ligger mot vinden.
Basseterre omgivs av berget Olivees Mountain i norr och Conaree-Mornes toppar i öster. Staden dräneras genom College River och Westbourne River som är lokalt kända som "ghauts" och är uttorkade stora delar av året. De bildar även gatorna i centrala Basseterre. Denna teknik har visat sig vara ganska förödande genom historien när College River har varit översvämmad. Port Zante, som ligger i buktens mitt, ligger på 61 000 m² av den mark som torrlades från havet 1995.

### Klimat
Enligt Köppens klimatklassifikation har Basseterre ett tropiskt regnskogsklimat. Det som är kännetecknande för städer med detta klimat är att temperaturen förblir konstant under hela året, med temperaturer på i genomsnitt 27 °C året runt. Basseterre har ingen torrperiod, per månad faller det i genomsnitt 37 mm nederbörd. Det faller per år i genomsnitt totalt 445 mm nederbörd.
Uppmätta normala temperaturer och -nederbörd i Basseterre:
|                                            | Jan  | Feb  | Mar  | Apr  | Maj  | Jun  | Jul  | Aug  | Sep  | Okt  | Nov  | Dec  |
| ------------------------------------------ | ---- | ---- | ---- | ---- | ---- | ---- | ---- | ---- | ---- | ---- | ---- | ---- |
| Normaldygnets maximitemperaturs medelvärde | 28   | 29   | 29   | 29   | 30   | 31   | 31   | 31   | 31   | 31   | 30   | 29   |
| Normaldygnets minimitemperaturs medelvärde | 23   | 22   | 23   | 23   | 24   | 25   | 25   | 25   | 25   | 25   | 24   | 23   |
|                                            |      |      |      |      |      |      |      |      |      |      |      |      |
| Nederbörd                                  | 29,2 | 23,5 | 18,0 | 20,0 | 27,5 | 29,0 | 42,5 | 41,5 | 50,4 | 66,0 | 52,2 | 45,1 |

| Diagram | temperaturer i °C • månadsnederbörd i mm | temperaturer i °C • månadsnederbörd i mm | temperaturer i °C • månadsnederbörd i mm | temperaturer i °C • månadsnederbörd i mm | temperaturer i °C • månadsnederbörd i mm | temperaturer i °C • månadsnederbörd i mm | temperaturer i °C • månadsnederbörd i mm | temperaturer i °C • månadsnederbörd i mm | temperaturer i °C • månadsnederbörd i mm | temperaturer i °C • månadsnederbörd i mm | temperaturer i °C • månadsnederbörd i mm | temperaturer i °C • månadsnederbörd i mm |
|         | 29 28 23                                 | 24 29 22                                 | 18 29 23                                 | 20 29 23                                 | 28 30 24                                 | 29 31 25                                 | 43 31 25                                 | 42 31 25                                 | 50 31 25                                 | 66 31 25                                 | 52 30 24                                 | 45 29 23                                 |

## Ekonomi
Den största industrin var tidigare sockerraffinering, men denna lades ner 2005. Stadens ekonomi lever numera bland annat på elektronikindustrier, saltexport och romtillverkning. I staden finns också huvudkvarteret för den Östkaribiska centralbanken.

## Transport
Basseterre är navet för alla större vägar på ön Saint Kitts. Bilkörningen sker på vänster sida av vägen. Hastighetsgränsen är 40 km/h överallt, men en särskild försiktighet vidtas runt skolområden.

### Flyg
Staden trafikeras av flygplatsen Robert L. Bradshaw International Airport som är belägen i stadens nordostliga del. Basseterre har direktflyg till London, New York och Miami och säsongsbetonade flyg till Charlotte, Atlanta och Philadelphia samt andra större städer i USA och Kanada under turistsäsongen. Den närliggande flygplatsen Vance W. Amory International Airport ligger på grannön Nevis. Flygplatsen flyger till regionala destinationer, främst i Karibien.

## Vänorter
Basseterre är vänort med:
- Praia, Kap Verde

## Kända personer från Basseterre
- Joan Armatrading (född 1950), sångerska
- Kim Collins (född 1976), sprinter
- Desai Williams (född 1959), kortdistanslöpare
- Tameka Williams (född 1989), kortdistanslöpare